# Главановци (Перникская область)
Главановци (болг. Главановци) — село в Болгарии. Находится в Перникской области, входит в общину Трын. Население составляет 99 человек.

## Политическая ситуация
Кмет (мэр) общины Трын — Станислав Антонов Николов (Граждане за европейское развитие Болгарии (ГЕРБ)) по результатам выборов.